# Fort McHenry

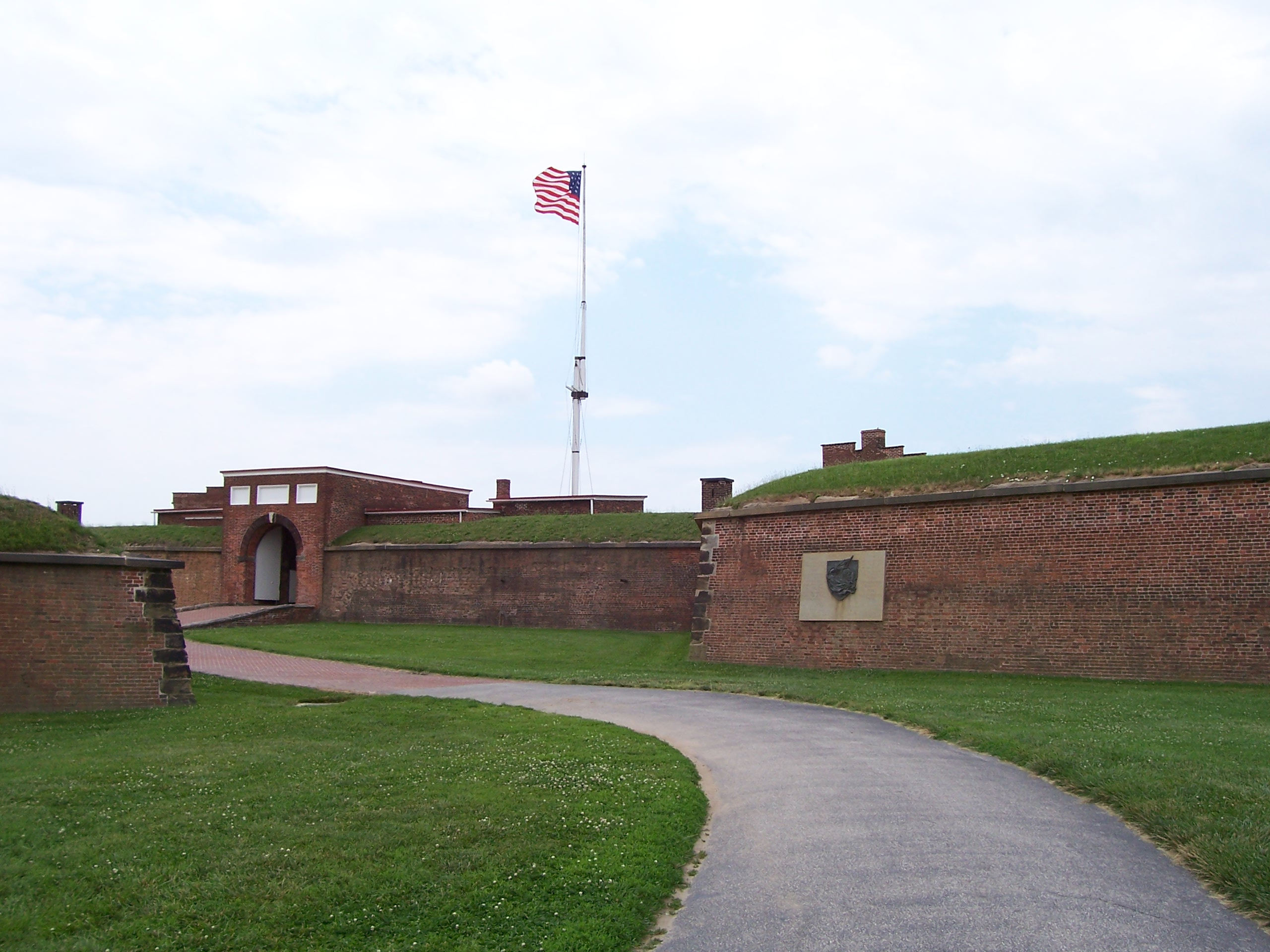
Fort McHenry

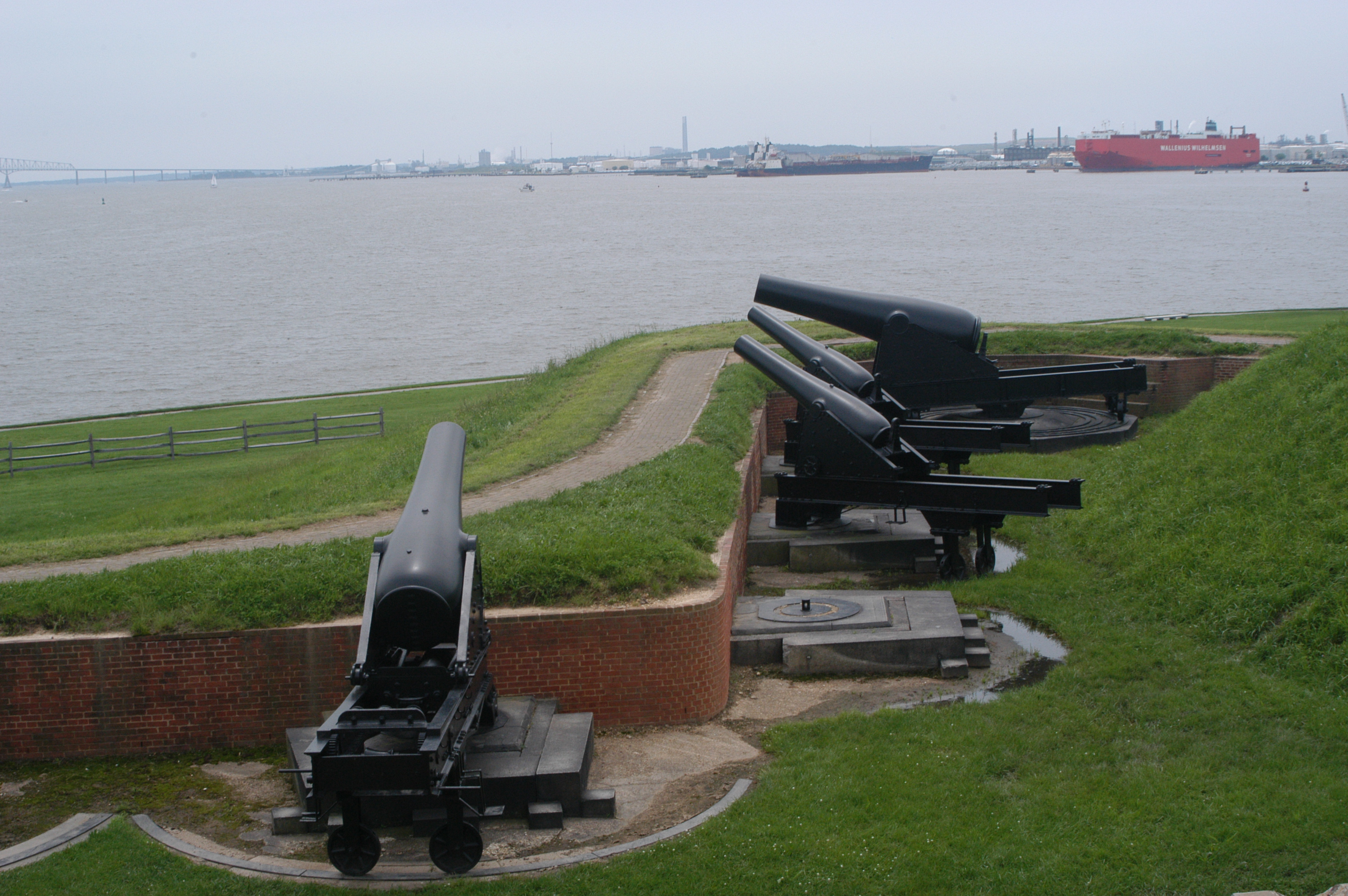
Geschut van Fort McHenry met de Francis Scott Key Bridge op de achtergrond

Fort McHenry is een fort in de haven van Baltimore in de Amerikaanse staat Maryland. Ten tijde van de Oorlog van 1812 werd het fort beschoten door de Britse marine vanuit de Chesapeake Bay. Het door Francis Scott Key gadegeslagen bombardement van Fort McHenry inspireerde de dichter tot het schrijven van het Amerikaanse volkslied The Star-Spangled Banner.
Fort McHenry, vernoemd naar president George Washingtons minister van oorlog James McHenry, werd in de jaren na de Amerikaanse Onafhankelijkheidsoorlog gebouwd om de haven van Baltimore te verdedigen. De constructie is in de vorm van een vijfpuntige ster.
Op 13 september 1814 kwam het fort tijdens de Oorlog van 1812 onder vuur te liggen van Britse schepen. 25 uur lang werd de vesting gebombardeerd in een poging de haven van Baltimore, en de stad, in te nemen. Het Britse bombardement en het Amerikaanse weerwoord veroorzaakte echter slechts geringe schade en op 14 september staakten de Britten het vuren.
Francis Scott Key, die op een in de nabijheid gelegen schip de vrijlating van gevangenen trachtte te bewerkstelligen, was getuige van het bombardement van de Britten. Toen hij na het bombardement de Amerikaanse vlag nog immer kon zien wapperen boven het fort raakte hij geïnspireerd om de woorden van het huidige nationale volkslied van de VS te componeren. Zijn gedicht, The Defense of Fort McHenry, werd later omgedoopt in de Star-Spangled Banner.
Tijdens de Amerikaanse Burgeroorlog deed Fort McHenry dienst als gevangenis, terwijl er gedurende de Eerste Wereldoorlog een ziekenhuis in het fort werd ingericht. Onder de naam Fort McHenry National Monument and Historic Shrine wordt Fort McHenry thans beheerd door de National Park Service van de federale overheid.
Tijdens de Coronacrisis in 2020, toen in de aanloop naar de presidentsverkiezingen een normale conventie van de Republikeinse Partij niet mogelijk was, hield de Amerikaanse vice-president Mike Pence zijn acceptatiespeech voor een tweede ambtstermijn in Fort McHenry.